# أفرو أنتيلوب
أفرو 604 أنتيلوب (الظباء)  هي طائرة مقاتلة بريطانية خفيفة صممت و بنيت في أواخر عشرينات القرن العشرين لتلبية متطلبات سلاح الجو الملكي في شراء طائرات مقاتلة خفيفة.

## المشغلون
- سلاح الجو الملكي
- مؤسسة الطائرات الملكية